# Ischirione
Ischirione (fl. III secolo) fu un santo egiziano, morto martire durante le persecuzioni di Decio.

## Agiografia
L'unica menzione di questo personaggio si trova nella Storia ecclesiastica di Eusebio di Cesarea, che cita una lettera di Dionisio di Alessandria a Fabio di Antiochia. Il testo della lettera, pubblicato dalla Bibliotheca Sanctorum in italiano, dice:
(Sauget, Bibliotheca Sanctorum, VII, p. 948)
Ischirione subì il martirio all'epoca delle persecuzione durante l'impero di Decio (249-251).

## Culto
La memoria di questo santo, ignoto alla tradizione orientale, fu inserita al 22 dicembre nei martirologi medievali della Chiesa cattolica, dapprima in quello di Adone di Vienne e poi nel martirologio di Usuardo.
Il martirologio romano ricorda questo martire con le seguenti parole:
(Martirologio Romano. Riformato a norma dei decreti del Concilio ecumenico Vaticano II e promulgato da papa Giovanni Paolo II, Città del Vaticano, 2004, p. 960)